# Lou Ferrigno
Louis Jude Ferrigno, detto Lou (New York, 9 novembre 1951), è un attore e culturista statunitense, noto per aver interpretato Hulk nella serie televisiva L'incredibile Hulk.
È apparso inoltre in molti programmi televisivi, film e telefilm statunitensi, tra cui Uomo d'acciaio, Sinbad of the Seven Seas e Hercules.

## Biografia
Nacque da Matthew, tenente di polizia di New York e italoamericano di seconda generazione, e da Victoria, originaria di Conca dei Marini, in provincia di Salerno, emigrata in giovane età. 
Le origini familiari partono in particolare da Cava de' Tirreni, città di residenza dei nonni.
Secondo la versione di Lou, il padre Matthew fu anche sollevatore di pesi e accompagnò Lou sostenendolo nella sua carriera. Alla nascita Lou contrasse un'infezione all'orecchio ma i genitori se ne accorsero soltanto a 3 anni perché parlava con fatica e non guardava volentieri la televisione. Ferrigno vide la perdita dell'udito come un fattore importante nella sua vita: 
Cominciò ad allenarsi coi pesi all'età di 13 anni, imitando il culturista e attore Steve Reeves, un famoso Ercole del cinema. Dopo aver terminato gli studi nel 1969, Ferrigno vinse i suoi primi trofei, l'IFBB, Mr. America e Mr. Universo quattro anni dopo. Nel 1974 arrivò secondo al primo tentativo di conquistare il titolo di Mr. Olympia. Arrivò terzo l'anno successivo, e questo suo tentativo di battere Arnold Schwarzenegger fu la trama del film-documentario Uomo d'acciaio del 1977. Partecipò, sempre in quell'anno, a L'uomo più forte del mondo, giungendo quarto su otto partecipanti. Dopo di questo lasciò il mondo della competizione culturistica per molti anni.
Benché non fosse mai riuscito a sconfiggere Schwarzenegger nel culturismo, si prese la rivincita ottenendo la parte di Hulk nella celebre serie televisiva L'incredibile Hulk degli anni settanta (fu scelto dopo che per la parte vennero considerati Schwarzenegger e Richard Kiel).
Nel 1989 partecipò al video del singolo Liberian Girl di Michael Jackson, mentre nei primi anni novanta tornò al culturismo, gareggiando negli anni 1992 e 1993 per il titolo Mr. Olympia, finendo rispettivamente dodicesimo e decimo; tornò quindi agli Olympia Masters, arrivando secondo nel 1994 preceduto da Robby Robinson. Dopo questo si ritirò definitivamente dal culturismo competitivo.
Nel film del 2003 Hulk, diretto da Ang Lee, è presente un suo cameo: Lou appare infatti come guardiano del laboratorio universitario in cui lavora Bruce Banner. Nel 2008 interpretò lo stesso ruolo nel film di Louis Leterrier L'Incredibile Hulk, in cui inoltre doppiò il gigante di giada. Nel 2012 doppiò Hulk nella versione originale di The Avengers e di Avengers: Age of Ultron, in cui il personaggio veniva interpretato da Mark Ruffalo, primo attore a recitare sia come Bruce Banner che come Hulk, utilizzando CGI.

### Vita privata
Sposò Susan Groff nel 1978, divorziando un anno dopo. Il 3 maggio 1980 sposò la psicoterapeuta e playmate Carla Green, che iniziò a fargli anche da agente e più tardi da allenatrice. Da lei ha avuto tre figli: Shanna, nata nel 1981; Louis Jr., nato nel 1984; Brent, nato nel 1990.
La figlia Shanna Ferrigno è attrice e produttrice di serie televisive. Anche il figlio Louis Jr. è un attore.

## Filmografia

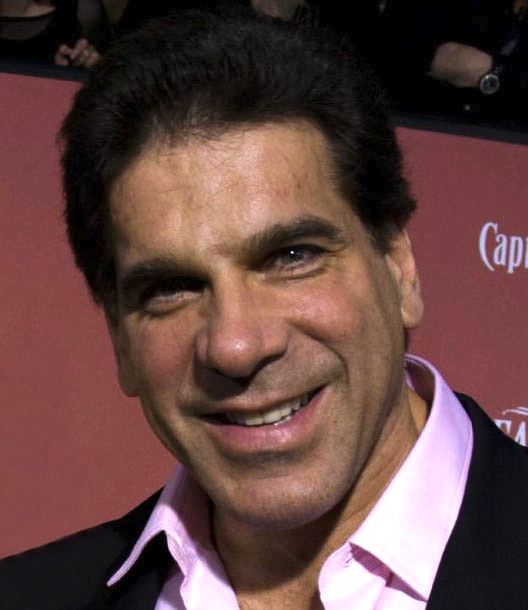
Lou Ferrigno agli Scream Awards 2007

### Attore

#### Cinema
- Uomo d'acciaio (Pumping Iron), regia di Robert Fiore e George Butler – documentario (1977)
- I sette magnifici gladiatori, regia di Claudio Fragasso e Bruno Mattei (1983)
- Hercules, regia di Luigi Cozzi (1983)
- Le avventure dell'incredibile Ercole, regia di Luigi Cozzi (1985)
- Desert Warrior, regia di Jim Goldman (1988)
- Academy War, regia di Rocky Lang (1989)
- Sinbad of the Seven Seas, regia di Enzo G. Castellari (1989)
- Sbarre d'acciaio (Cage), regia di Lang Elliott (1989)
- Un poliziotto per amico (Liberty & Bash), regia di Myrl A. Schreibman (1989)
- Uomini d'assalto (Hangfire), regia di Peter Maris (1991)
- Pezzi duri... e mosci (The Naked Truth), regia di Peter Maris (1992)
- Return to Frogtown, regia di Donald G. Jackson (1992)
- The Making of '...And God Spoke', regia di Arthur Borman (1993)
- Sbarre d'acciaio 2 (The Cage II), regia di Lang Elliott (1994)
- The Misery Brothers, regia di Lorenzo Doumani (1995)
- The Godson, regia di Bob Hoge (1998)
- Ping - Un cane tutto matto (Ping!), regia di Chris Baugh (2000)
- From Heaven to Hell, regia di Eric D. Howell e Christopher Taber (2002)
- Hulk, regia di Ang Lee (2003)
- L'incredibile Hulk (The Incredible Hulk), regia di Louis Leterrier (2008)
- I Love You, Man, regia di John Hamburg (2009) – cameo
- Soupernatural, regia di Christopher Noice (2010)
- City of Shoulders and Noses, regia di Ralph Hemecker (2010)
- Liberator, regia di Aaron Pope – cortometraggio (2012)
- Generation Iron, regia di Vlad Yudin – documentario (2013)
- Mamma che notte! (Moms' Night Out), regia di Andrew e Jon Erwin (2014)
- Avengers Grimm, regia di Jeremy M. Inman (2015)
- Il Re Scorpione 4 - La conquista del potere (The Scorpion King 4: Quest for Power), regia di Mike Elliott (2015)
- Hulk at the Office, regia di Sam Macaroni – cortometraggio (2015)
- The Bandit Hound, regia di Michelle Danner (2016)
- The Next Big Thing, regia di Brody Gusar (2016)
- Surge of Power: Revenge of the Sequel, regia di Antonio Lexerot (2016)
- Gentlemen Only Ladies Forbidden : Puddy McFadden License to Golf, regia di David M. O'Neill – cortometraggio (2016)
- Instant Death, regia di Ara Paiaya (2017)
- Enter the Fire, regia di Phil Gorn (2018)
- Purge of Kingdoms: The Unauthorized Game of Thrones Parody, regia di Ara Paiaya (2019)
- Ring Ring, regia di Adam Marino (2019)
- Surge of Dawn, regia di Alexander Fernandez (2019)
- Cross 3, regia di Patrick Durham e Paul G. Volk (2019)
- Perps, regia di Alejandro Montoya Marín – cortometraggio (2020)
- Guest House, regia di Sam Macaroni (2020)
- Mummy Dearest, regia di White Cross (2021)

#### Televisione

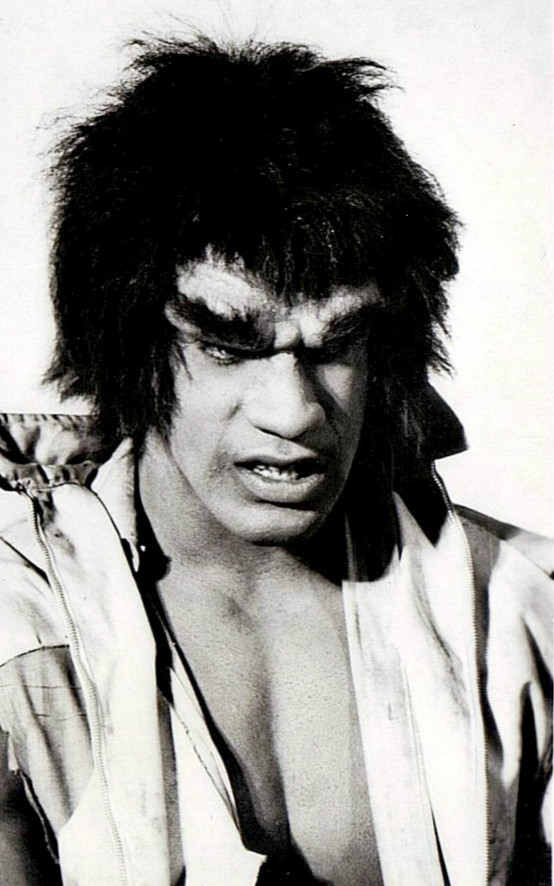
Lou Ferrigno nei panni di Hulk (1978)

- L'incredibile Hulk (The Incredible Hulk), regia di Kenneth Johnson – film TV (1977)
- Il ritorno dell'incredibile Hulk (Death in the Family), regia di Alan J. Levi – film TV (1977)
- L'incredibile Hulk (The Incredible Hulk) – serie TV, 82 episodi (1977-1982)
- Professione pericolo (The Fall Guy) – serie TV, episodi 1x09-3x02-4x12 (1982-1984)
- Trauma Center – serie TV, 13 episodi (1983)
- Matt Houston – serie TV, episodio 2x19 (1984)
- Mike Hammer investigatore privato (Mike Hammer) – serie TV, episodio 2x04 (1984)
- Giudice di notte (Night Court) – serie TV, episodio 2x17 (1985)
- La rivincita dell'incredibile Hulk (The Incredible Hulk Returns), regia di Nicholas Corea e Bill Bixby – film TV (1988)
- Wolf – serie TV, episodio 1x03 (1989)
- Processo all'incredibile Hulk (The Trial of the Incredible Hulk), regia di Bill Bixby – film TV (1989)
- La morte dell'incredibile Hulk (The Death of the Incredible Hulk), regia di Bill Bixby – film TV (1990)
- Super Force – serie TV, episodi 1x07-1x08 (1990)
- Detective Extralarge – serie TV, episodio 1x06 (1991)
- Living Single – serie TV, episodio 4x04 (1996)
- Conan (Conan the Adventurer) – serie TV, episodio 1x07 (1997)
- The King of Queens - serie TV, 18 episodi (2000-2007)
- Black Scorpion – serie TV, episodio 1x14 (2001)
- Tutto in famiglia (My Wife and Kids) – serie TV, episodio 4x18 (2004)
- Reno 911! – serie TV, episodio 2x16 (2004)
- Chuck – serie TV, episodio 4x02 (2010)
- Star Trek Continues – webserie, webisodio 1x02 (2014)
- Sharknado 3 (Sharknado 3: Oh Hell No!), regia di Anthony C. Ferrante – film TV (2015)
- Con Man – webserie, webisodi 2x07-2x08 (2017)
- Velvet Prozak – serie TV, episodio 1x02 (2020)
- The Offer - miniserie TV (2022)

### Doppiatore
- L'incredibile Hulk (The Incredible Hulk) – serie TV animata, 21 episodi (1996-1997)
- L'incredibile Hulk (The Incredible Hulk), regia di Louis Leterrier (2008)
- Adventure Time – serie animata, 4 episodi (2010-2016)
- The Avengers, regia di Joss Whedon (2012)
- Avengers: Age of Ultron, regia di Joss Whedon (2015)
- We Bare Bears - Siamo solo orsi (We Bare Bears) – serie animata, episodio 2x01 (2016)

## Doppiatori italiani
- Massimo Corvo in I Love You, Man, Il Re Scorpione 4 - La conquista del potere
- Alessandro Rossi in Uomo d'acciaio
- Pietro Ubaldi in  Un poliziotto per amico
- Renato Mori ne L'incredibile Hulk (seconda parte nelle stagioni 3-4-5)
- Vittorio Bestoso in Trauma Center

Da doppiatore è sostituito da: 
- Marco Balzarotti ne L'incredibile Hulk (serie animata)
- Paolo Vivio in Adventure Time